# Дроблення і подрібнення

Дроблення корисних копалин, Щокова дробарка.

Дро́блення і подрі́бнення — це процеси руйнування корисних копалин шляхом застосування переважно зовнішніх механічних впливів.

## Загальний опис
Між дробленням і подрібненням принципового розходження немає. Умовно вважають, що при дробленні одержують зерна крупністю більше 5 мм, а при подрібненні — менше 5 мм.
Дроблення і подрібнення на збагачувальних фабриках використовують для роз'єднання тісно переплетених і зрослих між собою зерен різних мінералів, що містяться в корисній копалині. Чим повніше відбувається розкриття зерен корисної копалини при дробленні і подрібненні, тим успішніше його наступне збагачення. Крупність дроблення і подрібнення корисних копалин залежить від їхнього мінерального складу, вкраплення корисних мінералів, подальшого методу збагачення і характеру використання продуктів збагачення.
При дробленні і подрібненні будь-яких матеріалів слід дотримуватися принципу «не дробити нічого зайвого» (Принцип Чечотта), тому що переподрібнення приводить до зайвої витрати електроенергії, збільшення зносу дробарок і млинів, зменшення їхньої продуктивності і погіршення показників збагачення.
Процеси дроблення, подрібнення і грохочення належать до основних операцій рудопідготовки, без яких збагачення корисних копалин неможливе.
Процес первинної переробки корисних копалин можна підрозділити на два етапи: роз'єднання мінералів, тобто вивільнення зерен цінного мінералу від оточуючих зерен інших мінералів і порожньої породи; розділення мінералів (власне збагачення), тобто виділення вільних зерен цінного мінералу у концентрат. Технологічне призначення операцій дроблення і подрібнення полягає у тому, щоб розкрити (вивільнити) мінерали, які тісно переплелися та зрослі між собою або (при застосуванні у подальшому гідрометалургії, хімічних методів збагачення) — відкрити поверхню корисного компонента, зробивши її доступною для контакту з реагентом. Крупність зерен, до якої необхідно дробити або подрібнювати матеріал перед збагаченням, визначається розміром вкраплення цінних мінералів і процесом, що прийнятий для збагачення корисної копалини.

## Історія
Георг Агрікола описує ряд методів і пристроїв для дроблення корисних копалин, зокрема, ручне дроблення кувалдами і знаряддями-аналогами ціпів, а також товчильні машини.

## Енергоємність
Дроблення і подрібнення є найбільш енергоємними і дорогими процесами у циклі збагачення корисних копалин. Капітальні та експлуатаційні витрати на них можуть досягати 70 % від усіх затрат на збагачення. Тому удосконалення дробильного і подрібнювального обладнання, застосування найбільш ефективних і економічних способів і схем підготовчих операцій мають важливе економічне значення.

## Стадії дроблення
На збагачувальних фабриках дроблення і подрібнення корисних копалин звичайно здійснюють за кілька стадій, бо необхідний ступінь дроблення в одній машині одержати неможливо. Частина загального процесу дроблення або подрібнення, яка здійснена в одній машині, називається стадією дроблення (подрібнення). Ступінь дроблення (подрібнення), що досягається в окремій стадії, називається частковим, а у всіх стадіях — загальним. Загальний ступінь дроблення дорівнює добутку ступенів дроблення (подрібнення) в окремих стадіях.
Залежно від крупності вихідного і дробленого (подрібненого) продуктів розрізняють три стадії дроблення і три стадії подрібнення:
| Дроблення         | Дроблення               | Дроблення               | Подрібнення         | Подрібнення             | Подрібнення             | Подрібнення                               |
| ----------------- | ----------------------- | ----------------------- | ------------------- | ----------------------- | ----------------------- | ----------------------------------------- |
| Стадія            | Крупність продуктів, мм | Крупність продуктів, мм | Стадія              | Крупність продуктів, мм | Крупність продуктів, мм | Крупність продуктів, мм                   |
| Стадія            | вихідного               | дробленого              | Стадія              | Розмір зерна (мм) в     | Розмір зерна (мм) в     | Вміст класу — 0,074 мм в подрібнено-му, % |
| Стадія            | вихідного               | дробленого              | Стадія              | вихідному               | подрібненому            | Вміст класу — 0,074 мм в подрібнено-му, % |
| Крупне дроблення  | 1200 — 500              | 350 — 100               | Крупне подрібнення  | 20 — 40                 | до 5                    | 50 — 60                                   |
| Середнє дроблення | 350 — 100               | 100 — 40                | Середнє подрібнення | до 5                    | до 0,6                  | 60 — 80                                   |
| Дрібне дроблення  | 100 — 40                | 40 — 10                 | Тонке подрібнення   | до 5                    | до 0,15                 | понад 85                                  |

Число стадій дроблення і подрібнення залежить від фізико-механічних властивостей корисної копалини, вкраплення корисного мінералу і крупності, що допускається подальшим процесом збагачення. Машини, у яких здійснюються процеси дроблення і подрібнення, називаються відповідно дробарками і млинами. Ефективність роботи дробарок (млинів) оцінюється кількістю дробленого (подрібненого) продукту на 1 квт/год витраченої електроенергії.

## Ступінь дроблення
Кількісною характеристикою процесів дроблення і подрібнення служить ступінь дроблення або подрібнення, яка показує у скільки разів зменшився розмір грудок (зерен) матеріалу при дробленні або подрібненні.
Ступенем дроблення (подрібнення) називається відношення розмірів зерна вихідного матеріалу до розмірів зерна дробленого (подрібненого) матеріалу.
В деяких випадках ступінь дроблення визначається як відношення розмірів найбільших грудок до та після дроблення (подрібнення). Ступінь дроблення (подрібнення), що досягається в окремій стадії дроблення (подрібнення), тобто в одній дробарці (млині) називається частковим, а у всіх стадіях — загальним. Загальний ступінь дроблення дорівнює добутку ступенів дроблення (подрібнення) в окремих стадіях. Щокові і конусні дробарки крупного дроблення звичайно працюють при ступенях дроблення і = 3-4, конусні дробарки середнього і дрібного дроблення — при ступенях дроблення і = 4-7, конусні інерційні дробарки дрібного дроблення і = 10-15. Валкові дробарки з гладенькими валками працюють при і = 3-4, зубчастими валками і = 4-6. Молоткові і роторні дробарки забезпечують ступінь дроблення і = 20 і більше.

## Схеми дроблення і подрібнення

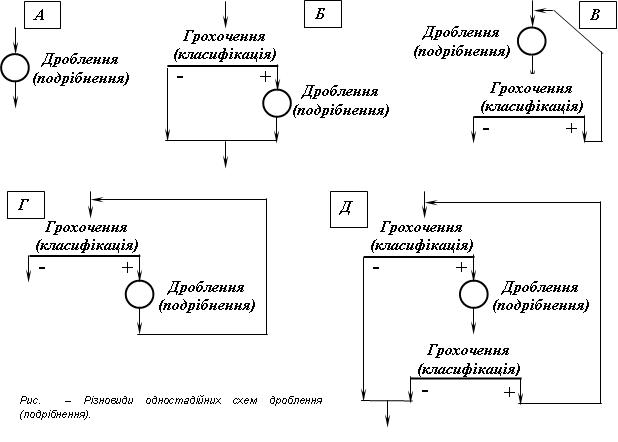

Див. також Схеми подрібнення, Схеми дроблення.
СХЕМИ ДРОБЛЕННЯ (ПОДРІБНЕННЯ) — операції дроблення (подрібнення), а також грохочення (класифікації) складають стадію дроблення (стадію подрібнення), а сукупність стадій дроблення (подрібнення) — схему дроблення (подрібнення). Залежно від наявності і призначення операцій грохочення в схемах дроблення і класифікації в схемах подрібнення розрізняють п'ять різновидів стадій (одностадійних схем) дроблення або подрібнення (рис.). Різновиди стадій, які використовуються в схемах дроблення і подрібнення такі: стадія А — відкрита; стадія Б — відкрита з попереднім грохоченням; стадія В — замкнена з перевірочним грохоченням; стадія Г — замкнена з поєднанням попереднього і перевірочного грохочення; стадія Д — замкнена з роздільними попереднім і перевірочним грохоченням.
Звичайно використовується сухий спосіб дроблення. Мокре дроблення застосовують у тих випадках, коли гірнича маса містить глину (манґанові, бурозалізнякові і інші руди). Подрібнення, як правило, здійснюється мокрим способом. Сухе подрібнення застосовується, якщо добавка води небажана (напр., при приготуванні пилоподібного палива), а також при сухому збагаченні подрібненого продукту.
Подрібнення корисних копалин у млинах може здійснюватись у відкритому, замкненому і частково замкненому циклі. При відкритому циклі подрібнений продукт направляють або в подальшу стадію подрібнення, або на збагачення. При замкненому або частково замкненому циклі подрібнений продукт (весь або частину) направляють на класифікацію, піски якої повертаються у млин, а злив направляють на подальшу переробку.
При виборі раціональної схеми дроблення необхідно вирішити два основних питання: про число стадій дроблення і про необхідність операцій грохочення в окремих стадіях. Число стадій дроблення при підготовці руд до подрібнення повинне дорівнювати двом або трьом. Виключення з правила може бути зроблено: у випадку використання інерційних, молоткових і роторних дробарок, що мають високий ступінь дроблення (20-40); для фабрик дуже малої продуктивності (до 100 т/добу), де з метою спрощення схеми дроблення вона приймається одностадійною і при цьому допускається підвищена крупність грудок у живленні млинів; для фабрик дуже великої продуктивності (понад 40000 т/добу), що переробляють тверді руди плитнякової будови (типу криворізьких магнетитових кварцитів), приймається чотиристадійна схема дроблення. Попереднє грохочення перед першою стадією дроблення застосовується рідко, його застосування повинне бути обґрунтоване; перед другою стадією, попереднє грохочення, як правило, передбачається, відмова від нього повинна бути обґрунтованою; перед третьою стадією дроблення попереднє грохочення передбачається завжди. У останній стадії дроблення повинна бути операція перевірочного грохочення.